# سوولونی موکناکاگی
سوولونی موکناکاگی (انگلیسی: Sevuloni Mocenacagi؛ زادهٔ ۲۹ ژوئن ۱۹۹۰) بازیکن راگبی ۷ نفره اهل فیجی است.
وی در مسابقات کشوری و بین‌المللی در مجموع برندهٔ ۱ مدال طلا، ۲ مدال نقره شده است.